# SIG Sauer P365
La SIG Sauer P365 es una pistola semiautomática micro compacta cuya característica más destacada es su capacidad de munición (10 proyectiles de 9mmPB) para su tamaño. Tiene un armazón de polímero, con la aguja percutora integrada en la corredera y sin martillo percutor. Su fabricante es la empresa suiza SIG Sauer, aunque el arma es fabricada y ensamblada en los Estados Unidos. Es una pistola con recámara de 9×19mm y admite munición de presión elevada (+P). En el mercado norteamericano lleva incorporadas miras de tritio luminiscentes, pero en la Unión Europea, por tratarse de una sustancia radioactiva está limitado su uso, por lo que se proporciona con miras de acero convencionales. En ambos casos con dos cargadores de 10 proyectiles, uno de ellos sin meñiquera, y otro con meñiquera extendida. La P365 se fabrica en Newington, New Hampshire.

## Características
La P365 se caracteriza por tener un retroceso corto, una corredera de acero inoxidable acabado en negro con hendiduras para facilitar su agarre a ambos ladosy el armazón de polímero. Sus cargadores pueden ser de  15 Y 17 proyectiles en cualquier caso apilados en paralelo. El cargador se libera con un botón triangular en la empuñadura situada en la unión del arco guardamontes, pudiendo instalarse en modalidad de diestro o zurdo. Según SIG Sauer, el P365 tiene el índice más bajo de distancia entre el eje de disparo y apuntado de cualquier pistola que se fabrique en la actualidad.
La pistola tiene un rail para complementos bajo el caño en el que pueden acoplarser desde una linternar hasta una puntero láser, o un adaptador para complementos de otros fabricantes. El desmontado del arma no requiere herramientas.
Dispone de versión con seguro manual debido a la petición del fiscal general de Massachusetts, la cual salió al mercado en mayo de 2019, la P365-MS (Manual Safety, Seguro Manual).

### Comparativa
La P365 se parece en su mecanización a la SIG Sauer P320, la cual tenía problemas con el seguro automático de caída detectados en 2017, por lo que la P365 fue sometida en su desarrollo a más de 500 test de caída desde distintos ángulos siguiendo un protocolo mejorado para comprobar que no tenía los problemas de la P320.
El sistema de percusión es casi idéntico al de la P320. El  retroceso corto es el sistema creado por SIG Sauer en 1975 para un contrato del Ejército suizo llevado a cabo por el, por entonces, Grupo Industrial Suizo (Schweizerische Industrie Gesellschaft, SIG en sus siglas en alemán). El método de SIG Sauer mejoraba el sistema Browning-Petter de acerrojamiento usado en el modelo francés Modèle 1935A, el cual SIG había comprado de SACM en 1937 y utilizado en el diseño de la pistola SIG P210, habiendo sido considerablemente mejorado.
Una P365 con cargador de 15 proyectiles es 11,7 mm más alta que una Glock 19 con su cargador estándar de 15 balas.
La única pistola comparable en el mercado de las microcompactas en cuanto a capacidad de munición es la Springfield Armory Hellcat. Aunque la Hellcat (producido por HS Produkt) es 5 mm más larga, su cargador ofrece una capacidad de munición de 11 proyectiles (11+1), también en 9mmPB.

## Versiones

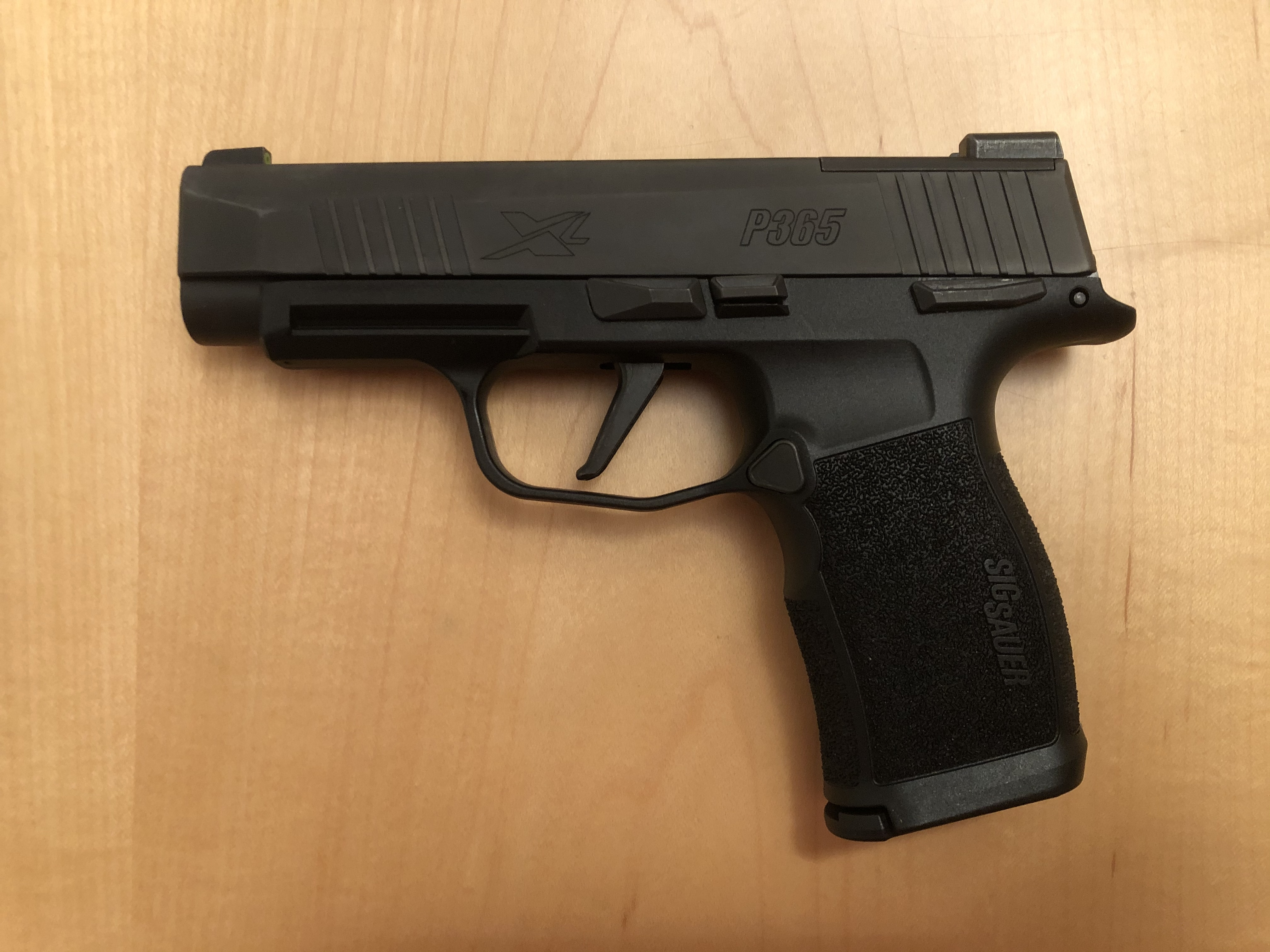
Una P365 XL con seguro manual y cargador de 12 proyectiles

### P365 XL
En junio de 2019, la P365 XL salió al mercado. Utiliza la misma mecanización que la P365, pero su armazón es más grande, aceptando cargador de 12 proyectiles, tiene el gatillo plano y una corredera y cañón mayor. El alza de la p365 XL es desmontable, permitiendo la instalación de una mira holográfica de punto rojo. Tanto la corredera como el armazón son intercambiables con la P365.

### P365 SAS
En octubre de 2019, salió al mercado la versión SAS (SIG Anti-Snag, SIG Anti-Enganchones). Tiene un compensador de retroceso para el cañón opcional. Virtualmente no tiene punto de mira, y el alza está integrado en la corredera de fibra óptica, que le permite mejorar la visibilidad con poca luz. Salvo por la reducción de 5mm en la altura, la variante SAS tiene las mismas dimensiones y peso que la P365 original.

### Especificaciones
| Especificación     | P365                  | P365 SAS              | P365 XL               |
| ------------------ | --------------------- | --------------------- | --------------------- |
| Longitud de cañón  | 78mm (3,1 pulgadas)   | 78mm (3,1 pulgadas)   | 94 mm (3.7 pulgadas)  |
| Longitud total     | 147 mm (5.8 pulgadas) | 147 mm (5.8 pulgadas) | 168 mm (6.6 pulgadas) |
| Ancho total        | 26 mm (1 pulgada)     | 26 mm (1 pulgada)     | 28 mm (1.1 pulgadas)  |
| Altura             | 109mm (4.3 pulgadas)  | 104 mm (4.1 pulgadas) | 122mm (4.8 pulgadas)  |
| Peso               | 500 g                 | 500 g                 | 588 g                 |
| Capacidad original | 10+1 proyectiles      | 10+1 proyectiles      | 12+1                  |